# Limnomedusa macroglossa
Limnomedusa macroglossa är en groddjursart som först beskrevs av Duméril och Gabriel Bibron 1841.  Limnomedusa macroglossa ingår i släktet Limnomedusa och familjen Cycloramphidae. IUCN kategoriserar arten globalt som livskraftig. Inga underarter finns listade i Catalogue of Life.